# Rolf Linkohr
Rolf Linkohr (ur. 11 kwietnia 1941 w Stuttgarcie, zm. 5 stycznia 2017) – niemiecki polityk, fizyk, poseł do Parlamentu Europejskiego I, II, III, IV i V kadencji.

## Życiorys
Studiował na uniwersytetach w Stuttgarcie, Monachium i Aberdeen, w 1966 uzyskał dyplom z zakresu fizyki. W 1969 otrzymał stopień naukowy doktora. Pracował w Deutsche Automobil GmbH. W 1971 wstąpił do IG Metall (związku zawodowego pracowników przemysłu metalowego).
W 1964 został działaczem Socjaldemokratycznej Partii Niemiec. Był członkiem władz tego ugrupowania na różnych szczeblach. W 1979 z listy SPD po raz pierwszy objął mandat deputowanego do Parlamentu Europejskiego. W wyborach w 1984, 1989, 1994 i 1999 z powodzeniem ubiegał się o reelekcję z ramienia SPD. Był m.in. członkiem grupy socjalistycznej, pracował głównie w Komisji Przemysłu, Handlu Zewnętrznego, Badań Naukowych i Energii. W PE zasiadał nieprzerwanie przez 25 lat.
Od 2005 do 2007 był doradcą Andrisa Piebalgsa, unijnego komisarza ds. energii. W latach 2005–2009 kierował prywatnym centrum energetycznym C.E.R.E.S. Łączenie tych funkcji budziło wątpliwości co do istnienia konfliktu interesów.